# Наемник (филм)
„Наемник“ (на английски: The Contractor) е американски екшън трилър от 2022 г. на режисьора Тарик Салех в англоезичния му филмов дебют, с участието на Крис Пайн, Бен Фостър, Джилиан Джейкъбс, Еди Марсан, Джей Пи Пардо, Флориън Мунтеану и Кийфър Съдърланд. Снимките започват в Европа през октомври 2019 г. и приключва през декември.